# Cornelia Mack
Cornelia Mack (* 1955 in Stuttgart) ist eine deutsche Sozialpädagogin und Autorin.

## Leben
Mack absolvierte in Tübingen ein Studium für Sozialpädagogik mit Schwerpunkt Psychiatrie, das sie 1980 mit Diplom abgeschlossen hat. Sie ist als Referentin in der christlichen Frauenarbeit, bei Frauenfrühstückstreffen und in der Seelsorge tätig. Daneben ist sie Autorin und Herausgeberin zahlreicher Bücher. Sie ist seit 1977 mit Pfarrer Ulrich Mack verheiratet, der bis 2016 Prälat in Stuttgart war. Mit ihm hat sie vier Kinder und wohnt in Filderstadt.

## Veröffentlichungen
- Töchter & Mütter. Konflikte und Perspektiven, SCM Hänssler, Holzgerlingen 2003, 6. Aufl. 2012, ISBN 978-3-7751-5077-4.
- Was uns als Familie stark macht: Werte, die uns tragen, SCM Hänssler, Holzgerlingen 2006, ISBN 978-3-7751-4292-2.
- Mütter und ihre Aggressionen: ein verheimlichtes Problem, SCM Hänssler, Holzgerlingen 2007, ISBN 978-3-7751-4690-6.
- Das große Weihnachtsbuch, SCM Hänssler, Holzgerlingen 2008, ISBN 978-3-7751-5084-2.
- Kleiner Unterschied, große Wirkung – So verstehen sich Mann und Frau, SCM Hänssler, Holzgerlingen 2010, 7. Aufl. 2013, ISBN 978-3-7751-5210-5.
- Meinen Platz im Leben finden, SCM Hänssler, Holzgerlingen 2011, ISBN 978-3-7751-5209-9.
- Die Falle des Vergleichens, SCM Hänssler, Holzgerlingen 2012, ISBN 978-3-7751-5356-0.
- Geschwister – wie sie das Leben prägen, SCM Hänssler, Holzgerlingen 2013, ISBN 978-3-7751-5439-0.
- Befiehl dem Herrn deine Wege, SCM Collection, Holzgerlingen 2013, ISBN 978-3-7893-9682-3.
- Dein Start ins Leben, SCM Collection, Holzgerlingen 2014, ISBN 978-3-7893-9716-5.
- Das Leben kann so glücklich sein, SCM Hänssler, Holzgerlingen 2014, ISBN 978-3-7751-5512-0.
- Gebete für Kinder, (als Hrsg.) SCM Hänssler, Holzgerlingen 1997, ISBN 978-3-7751-2861-2.
- Angst – verstehen, entmachten, verwandeln, SCM Hänssler, Holzgerlingen 2015, ISBN 978-3-7751-5658-5.
- Endlich frei von Perfektionismus, SCM Hänssler, Holzgerlingen 2016, ISBN 978-3-7751-5709-4.
- Wie deine Seele Heilung findet. Verletzungen überwinden, SCM Hänssler, Holzgerlingen 2017, ISBN 978-3-7751-5798-8.

als Mitautor: mit Ulrich Mack
- Der Kreuzweg: zur Passion Christi, SCM Hänssler, Holzgerlingen 2005, ISBN 978-3-7751-4396-7.
- Der Passionskalender, SCM Hänssler, Holzgerlingen 2007, ISBN 978-3-7751-4597-8.
- Die Liebe macht das Leben reich: das Buch zur Silberhochzeit, SCM Collection, Witten 2010, ISBN 978-3-7893-9447-8.
- Konfirmation feiern: Informationen und Anregungen, SCM Hänssler, Holzgerlingen 2011, ISBN 978-3-7751-5344-7.
- Sie haben seinen Stern gesehen : ein geistlicher Adventskalender, SCM R. Brockhaus, Witten 2011, ISBN 978-3-417-26435-7.
- Schatz der Zeiten: den Reichtum des Kirchenjahres entdecken, SCM R. Brockhaus, Witten 2012, ISBN 978-3-417-26495-1.
- Über allem die Liebe: das Geschenk der Ehe feiern, SCM Collection, Witten 2013, ISBN 978-3-7893-9645-8.
- mit Katharina Drechsler: Mit Kindern durch die Weihnachtszeit, mit Katharina Drechsler, SCM R. Brockhaus, Witten 2015, ISBN 978-3-417-28683-0.